# Loperamide
La loperamide (commercializzata in Italia come Imodium, Lopemid, Dissenten con numerosi generici disponibili) è un principio attivo appartenente alla classe degli oppioidi, di cui è agonista debole. In Italia - come in molti altri paesi - la loperamide è un farmaco da banco acquistabile senza prescrizione medica direttamente dai banchi in farmacia o in parafarmacia.
Resa disponibile come cloridrato, la loperamide possiede una spiccata funzione antidiarroica e agisce come inibitore della motilità intestinale. Si tratta nel dettaglio di un antipropulsivo e antiperistaltico. In Italia è approvata la commercializzazione della loperamide in capsule e compresse con dosaggio di 2 milligrammi. La terapia iniziale consigliata è di 4 milligrammi al giorno.
Negli ultimi anni si sono registrati nel mondo casi di abuso del farmaco. Legandosi ai recettori oppioidi delle sottofamiglie μ, κ e δ, analogamente a potenti antidolorifici come la morfina o l'ossicodone, ad altissimi dosaggi pare avere effetti stupefacenti, capaci anche di calmare i sintomi d'astinenza da droghe illegali, come l'eroina, e in generale quelli scaturiti da tutti gli oppioidi.
La Food and Drug Administration negli Stati Uniti nel 2019 ha approvato la commercializzazione di confezioni di loperamide con meno compresse, dopo diverse segnalazioni di abusi arrivate soprattutto a partire dal 2016. Non si è a conoscenza se in Italia siano presenti casi di tossicodipendenza da loperamide.

## Farmacodinamica
La loperamide si lega ai recettori oppioidi della sottofamiglia μ, κ e δ, esclusivamente a quelli del plesso mioenterico, provocando una riduzione del rilascio di acetilcolina e prostaglandine.
Il legame del farmaco con i recettori μ mioenterici provoca diminuzione della contrattilità della muscolatura liscia intestinale; ciò rallenta la peristalsi intestinale consentendo un maggiore riassorbimento dell'acqua, diminuendo la frequenza delle scariche e aumentando la consistenza delle feci; inoltre diminuisce i movimenti del colon sopprimendo il riflesso gastrocolico.

## Controindicazioni
La loperamide non va utilizzata per trattare diarree di tipo infettivo poiché può avere l'effetto indesiderato di rafforzare i batteri enteropatogeni causando un peggioramento della già delicata situazione intestinale, che può sfociare nei casi più gravi nel megacolon tossico.
Non va usata in caso di ostruzioni intestinali.

## Sovradosaggio
Il sovradosaggio può essere assoluto o relativo, ma può avere effetti anche gravi sul SNC:
- sovradosaggio relativo si verifica per un aumento del farmaco nel sangue causato da un ridotto metabolismo di dosaggi che sarebbero corretti ma diventano pericolosi in soggetti con problemi epatici e comunque di metabolismo.
- sovradosaggio assoluto avviene per un utilizzo accidentale del prodotto in dosi massicce, ma non bisogna sottovalutare i rischi provocati dall'automedicazione incongrua. In questo caso, è a rischio il soggetto che assume al di fuori della prescrizione medica la loperamide, e non controllando la sintomatologia diarroica perché questa è legata a cause sulle quali la loperamide non ha effetto, assume quantitativi incongrui di farmaco.

In tal senso, possono comunque essere a rischio i bambini, che sono più sensibili degli adulti. Non è dunque difficile un sovradosaggio da loperamide in bambini, specie nei piccoli al di sotto dei quattro anni.
La sintomatologia del sovradosaggio è prevalentemente legata alla depressione del sistema nervoso centrale con sonnolenza e rallentamento del respiro (raramente si arriva all'arresto respiratorio), e stipsi. La dose massima accettabile per un adulto in buone condizioni di salute è di 16 mg.

## Trattamento del sovradosaggio
Generalmente è indicato il naloxone: è necessario che il soggetto affetto dai segni di un sovradosaggio di loperamide sia trattato in ambito ospedaliero, possibilmente in "osservazione breve" per monitorare l'evoluzione delle condizioni del sistema nervoso centrale. Poiché la loperamide ha una durata d'azione superiore a quella del proprio antagonista, il naloxone, potrebbero essere necessarie somministrazioni ripetute di naloxone.

## Effetti sulla capacità di guidare veicoli e sull'uso di macchine
La loperamide può causare stordimento o sonnolenza, soprattutto ad alte dosi; pertanto, nelle indicazioni in scheda tecnica vengono riportate limitazioni per la guida degli autoveicoli.